# ملیک فوفانا
ملیک فوفانا (انگلیسی: Malick Fofana؛ زادهٔ ۳۱ مارس ۲۰۰۵) بازیکن فوتبال است که در لیون توپ می‌زند.
این ستاره‌ی ۱۹ ساله، در ابتدای فصل ۲۲-۲۰۲۱ نخستین بازی حرفه‌ای‌اش را در خنت بلژیک انجام داد؛ این وینگر چپ جوان آینده‌دار، پس از اثبات توانایی‌هایش در باشگاه بلژیکی طی انتقالی با رقم ۱۹.۵ میلیون یورو راهی لیون شد و اکنون پیراهن شیرهای فرانسوی را بر تن می‌کند.
او همچنین در تیم ملی بزرگسالان بلژیک یک مرتبه به میدان رفته‌است.

## سبک بازی
فوفانا، وینگر چپ ۱۶۹ سانتی‌متری، دوپا است. او توانایی بازی در تمامی پست‌های تهاجمی را دارد؛ اما اغلب در پست‌های هافبک چپ و وینگر چپ استفاده می‌شود.
برای اشاره به ستارگانی که ملیک فوفانا ویژگی‌های مشابه آن‌ها را دارد، می‌توان از میخائیلو مودریک، الخاندرو گارناچو و کریستین پولیشیچ نام برد.